# Ленчицко-Влодавское поозерье
Ленчицко-Влодавское поозерье (пол. Równina Łęczyńsko-Włodawska) — историко-географический регион на территории Польши, часть Западного Полесья.

## Описание
Ленчицко-Влодавское поозерье находится на юго-востоке Польши, на территории Люблинского воеводства. Это самый большой озерно-луговой комплекс на территории страны. Озера карстового происхождения занимают более 27 км² территории Люблинского воеводства. Этот край знаменит своими озерами, болотами и лесами. Живописная природа, сохранялась в первозданном виде до 70-х годов XX века, когда властями ПНР были предприняты попытки осушить и культивировать большую часть территории поозерья.
На территории края расположен, созданный в 1990 году, Полесский национальный парк.
На некоторых озерах созданы хорошие условия для отдыха. Самым известным местом в Озерном крае является озеро Бяле-Влодавске, на котором находится курорт Окунинка.

## Галерея

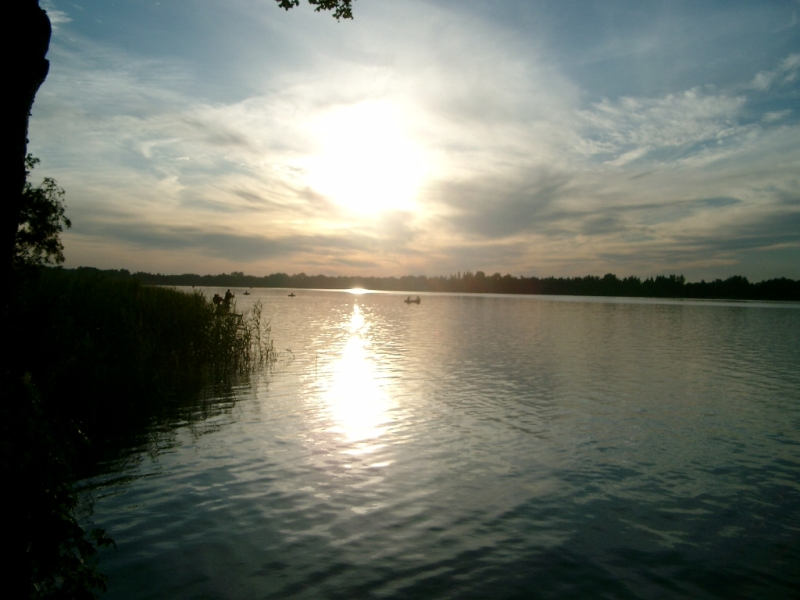
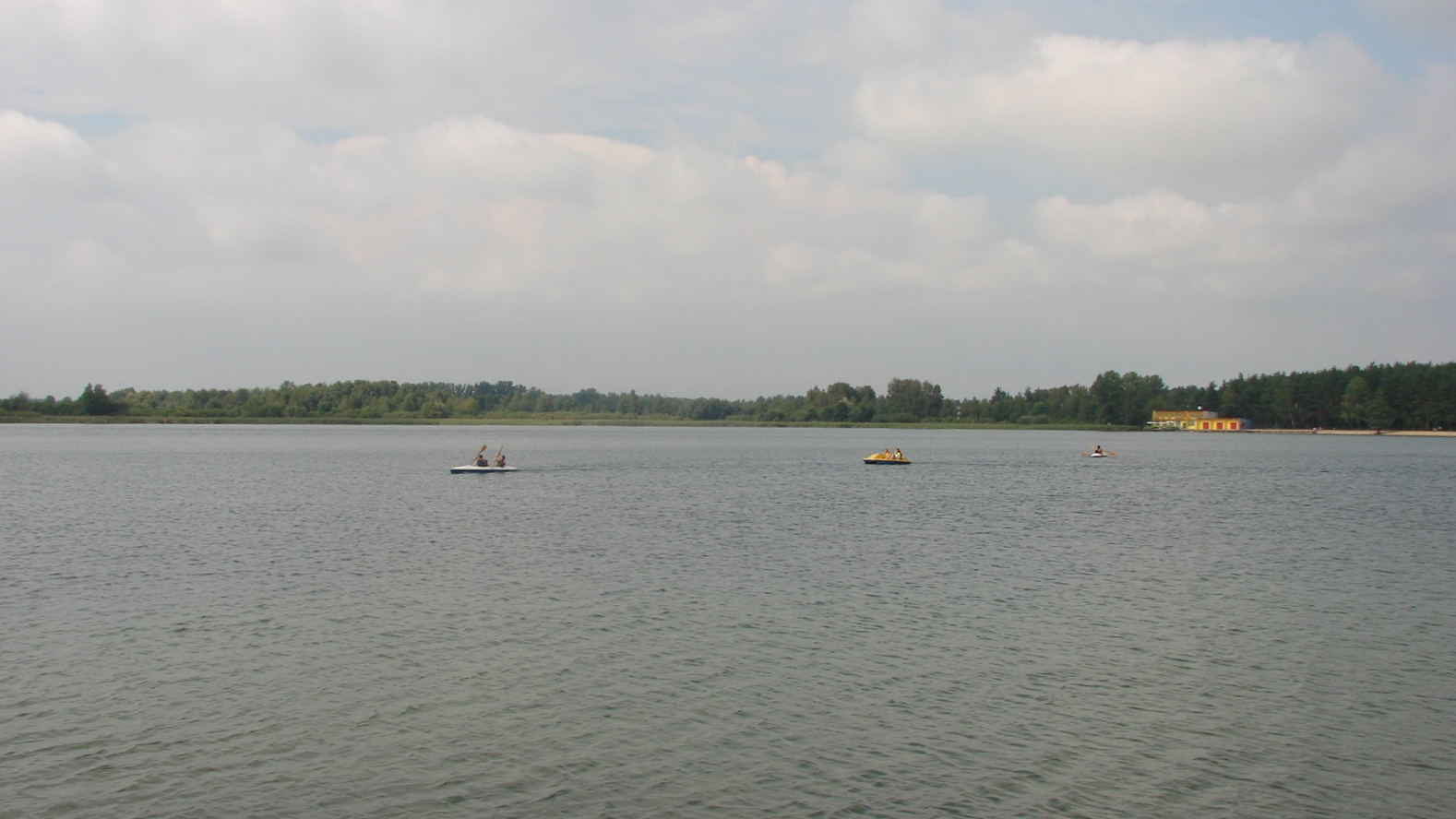
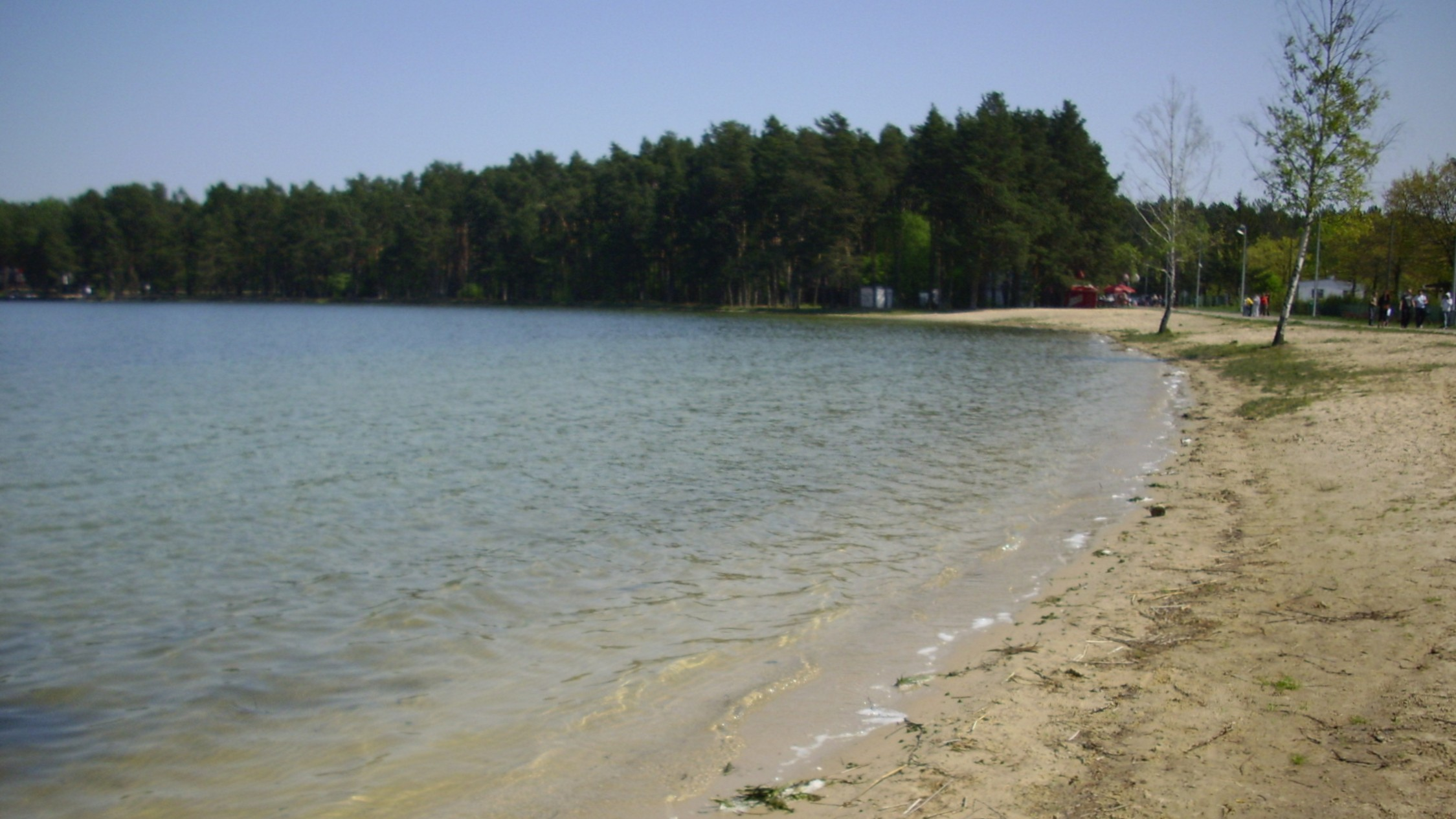
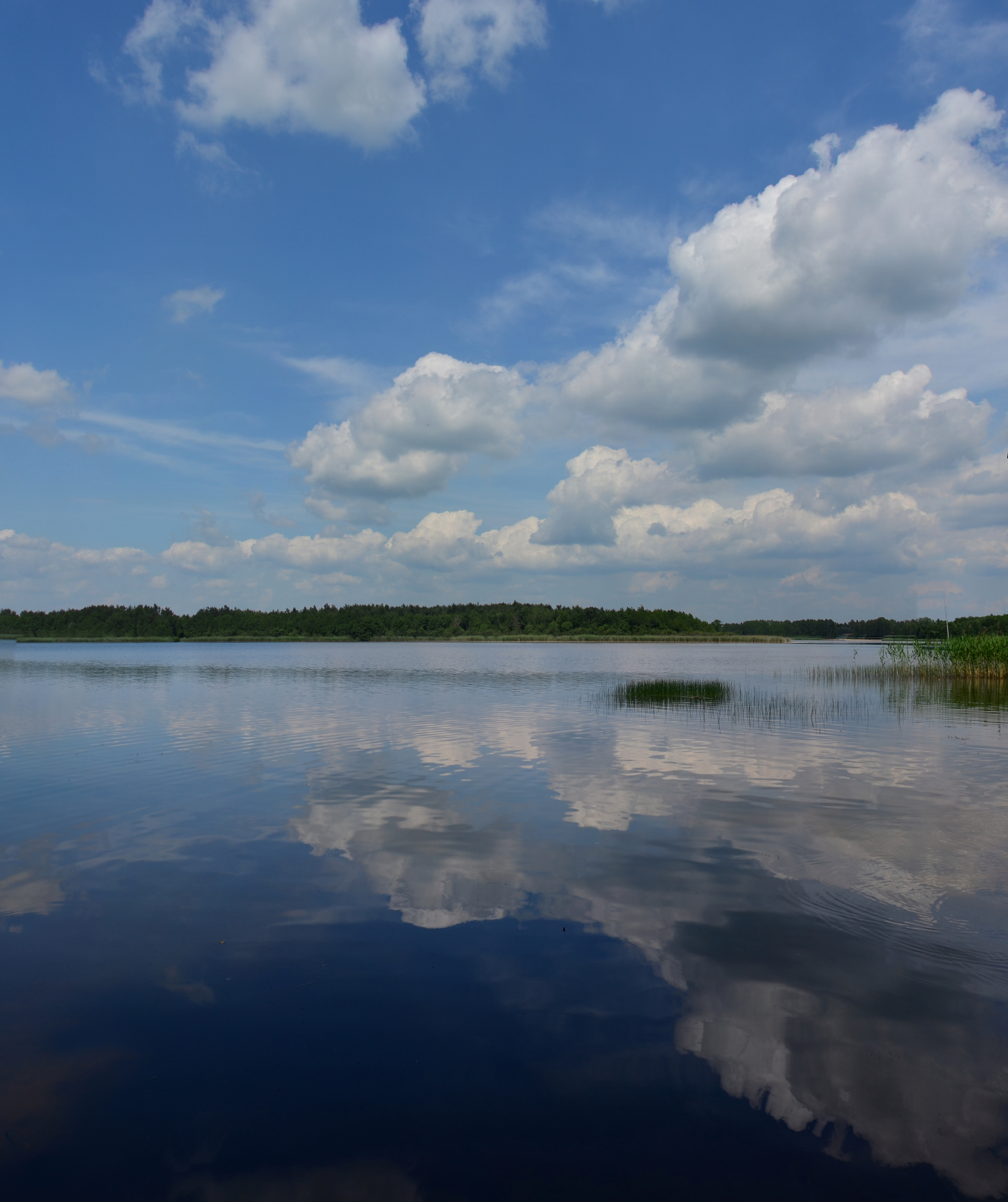
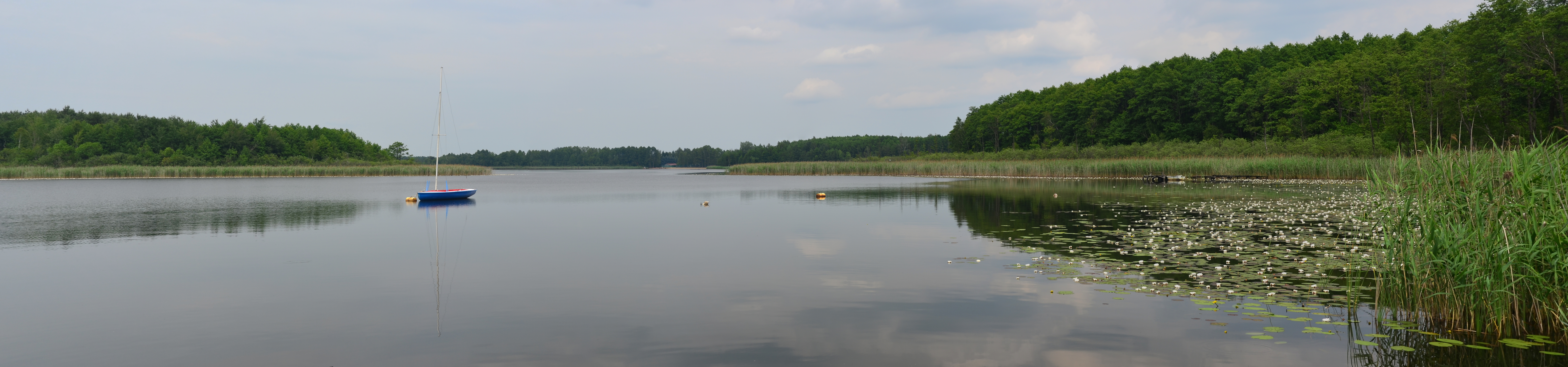
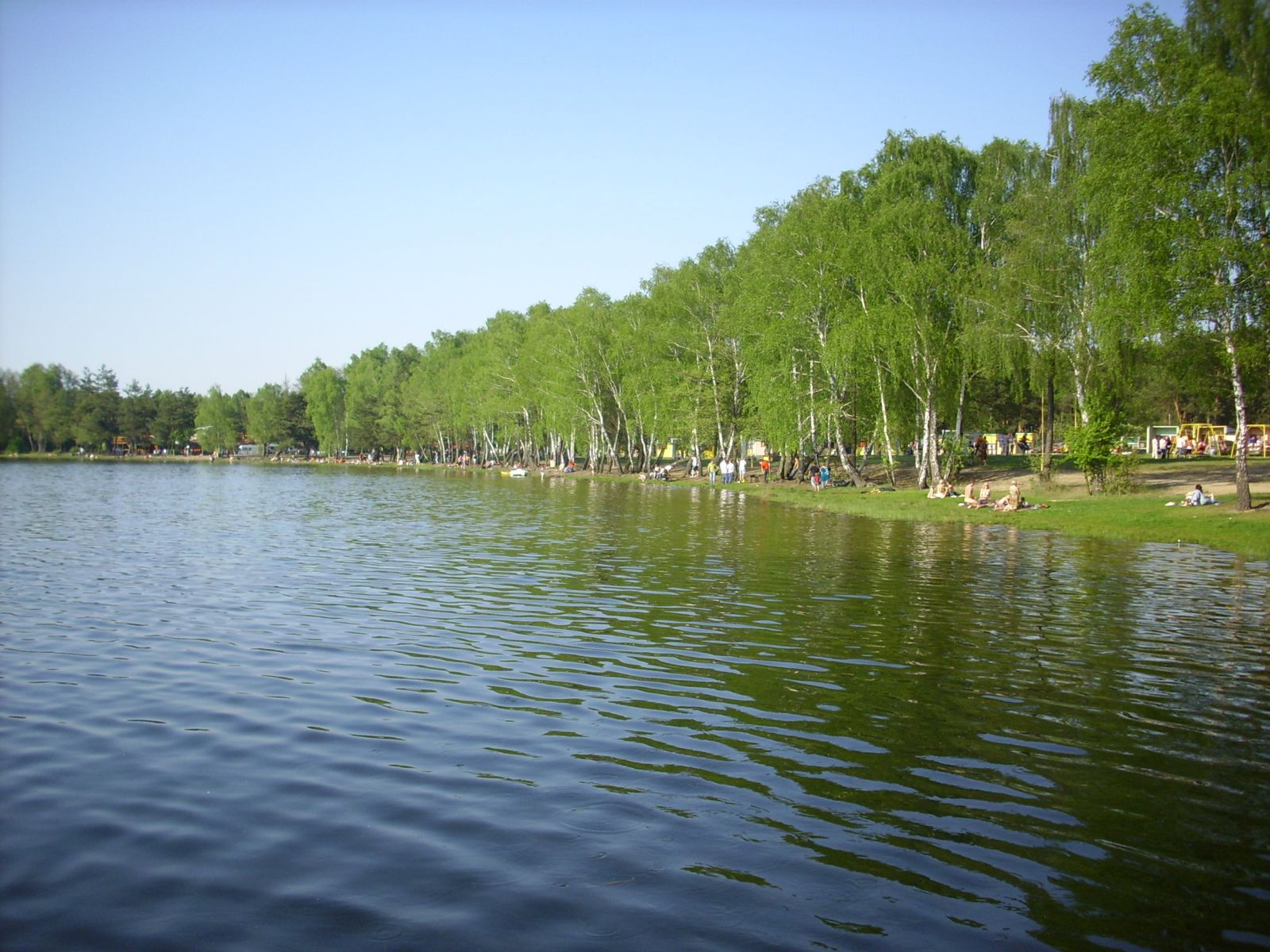
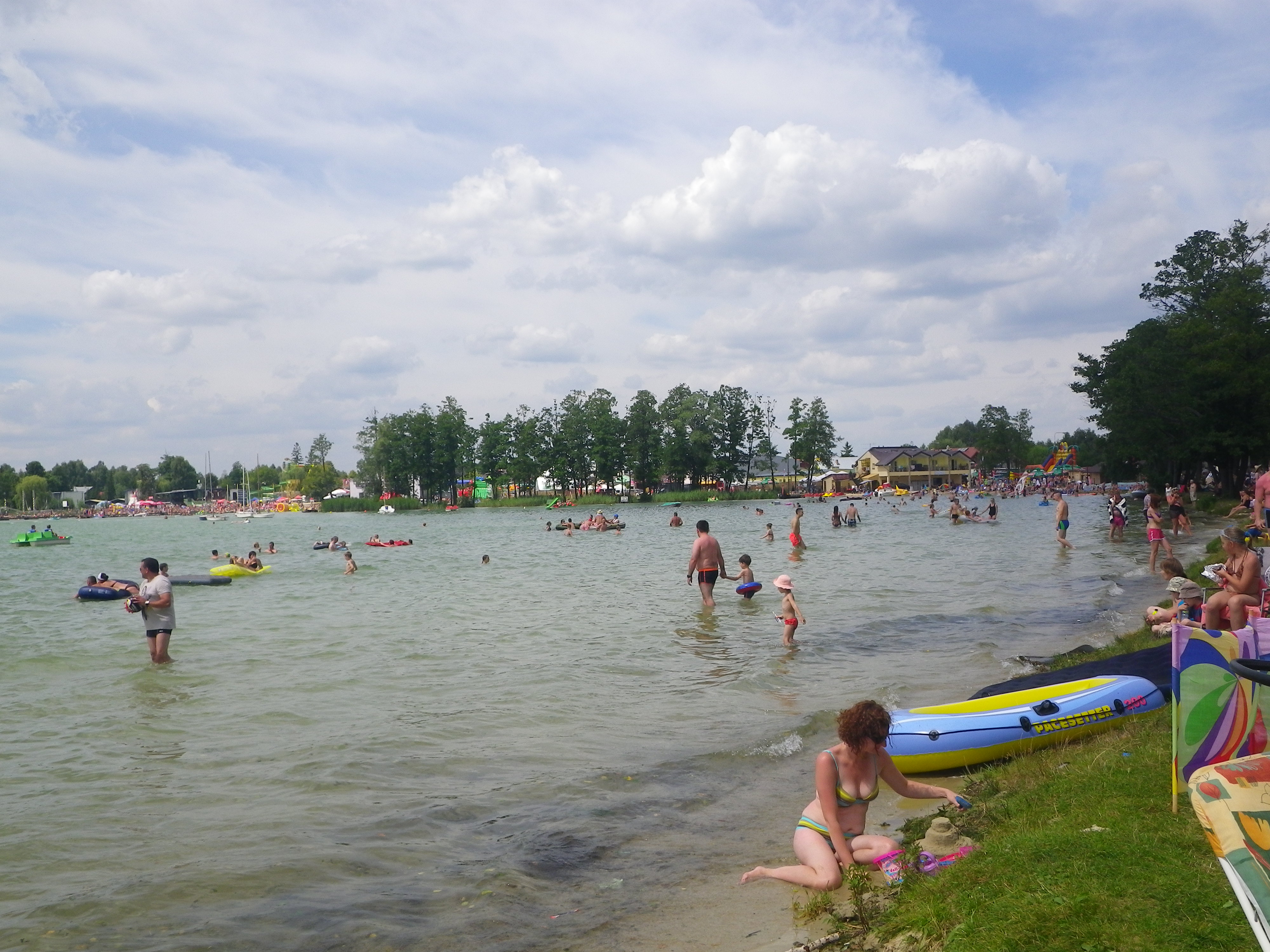